# 拉沙佩勒圣索沃尔 (索恩-卢瓦尔省)
拉沙佩勒圣索沃尔（法語：La Chapelle-Saint-Sauveur，法語發音：[la ʃapɛl sɛ̃ sovœʁ]）是法国索恩-卢瓦尔省的一个市镇，属于卢昂区。

## 地理
拉沙佩勒圣索沃尔（46°50'37"N, 5°16'7"E）面积27.36 平方千米，位于法国勃艮第-弗朗什-孔泰大區索恩-卢瓦尔省，该省份为法国中部省份，北起顺时针与科多尔省、汝拉省、安省、罗讷省、卢瓦尔省、阿列省和涅夫勒省接壤。
与拉沙佩勒圣索沃尔接壤的市镇（或旧市镇、城区）包括：皮埃尔德布雷斯、欧蒂姆、拉绍、布雷斯地区当皮埃尔、梅尔旺、蒙热、布雷斯地区圣博内、托尔普。

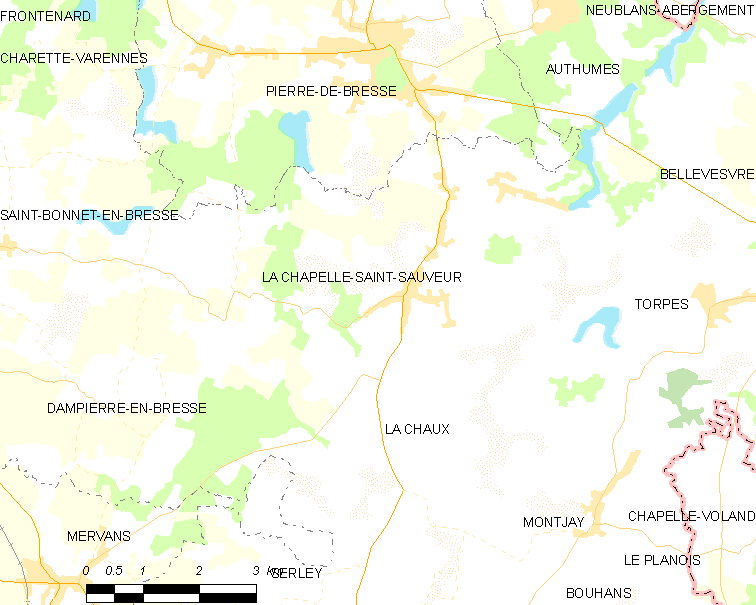
的OSM定位图

拉沙佩勒圣索沃尔的时区为UTC+01:00、UTC+02:00（夏令时）。

## 行政
拉沙佩勒圣索沃尔的邮政编码为71310，INSEE市镇编码为71093。

## 政治
拉沙佩勒圣索沃尔所属的省级选区为皮埃尔德布雷斯县。

## 人口

1962-2008年间人口变化图示

拉沙佩勒圣索沃尔于2022年1月1日时的人口数量为641人。